# Scharfenstein (Hessen)
Der Scharfenstein ist ein rund 304 m ü. NHN hoher Basaltkegel bei Gudensberg im nordhessischen Schwalm-Eder-Kreis im Westhessischen Bergland.
Als Klettergebiet ist er auf Grund der über 80 Kletterrouten beliebt. Die bis zu 25 m hohen Felswände werden bereits seit der Zeit des Ersten Weltkriegs beklettert.

## Geographische Lage
Der Scharfenstein befindet sich als Teil der Gudensberger Kuppenschwelle in der Westhessischen Senke knapp 2,5 km nordöstlich des Ortskerns von Gudensberg bzw. rund 1 km westsüdwestlich des Gudensberger Stadtteils Dissen. Direkt östlich verläuft die Bundesautobahn 49, von deren Parkplätzen er zu erreichen ist. Jenseits davon führt die Kreisstraße 6 von Gudensberg nach Dissen. Die Schartenhöhe des Scharfenstein beträgt mindestens 34 Meter und seine Dominanz etwa 1,2 Kilometer, wobei jeweils der Odenberg Referenzberg ist.

## Geologie

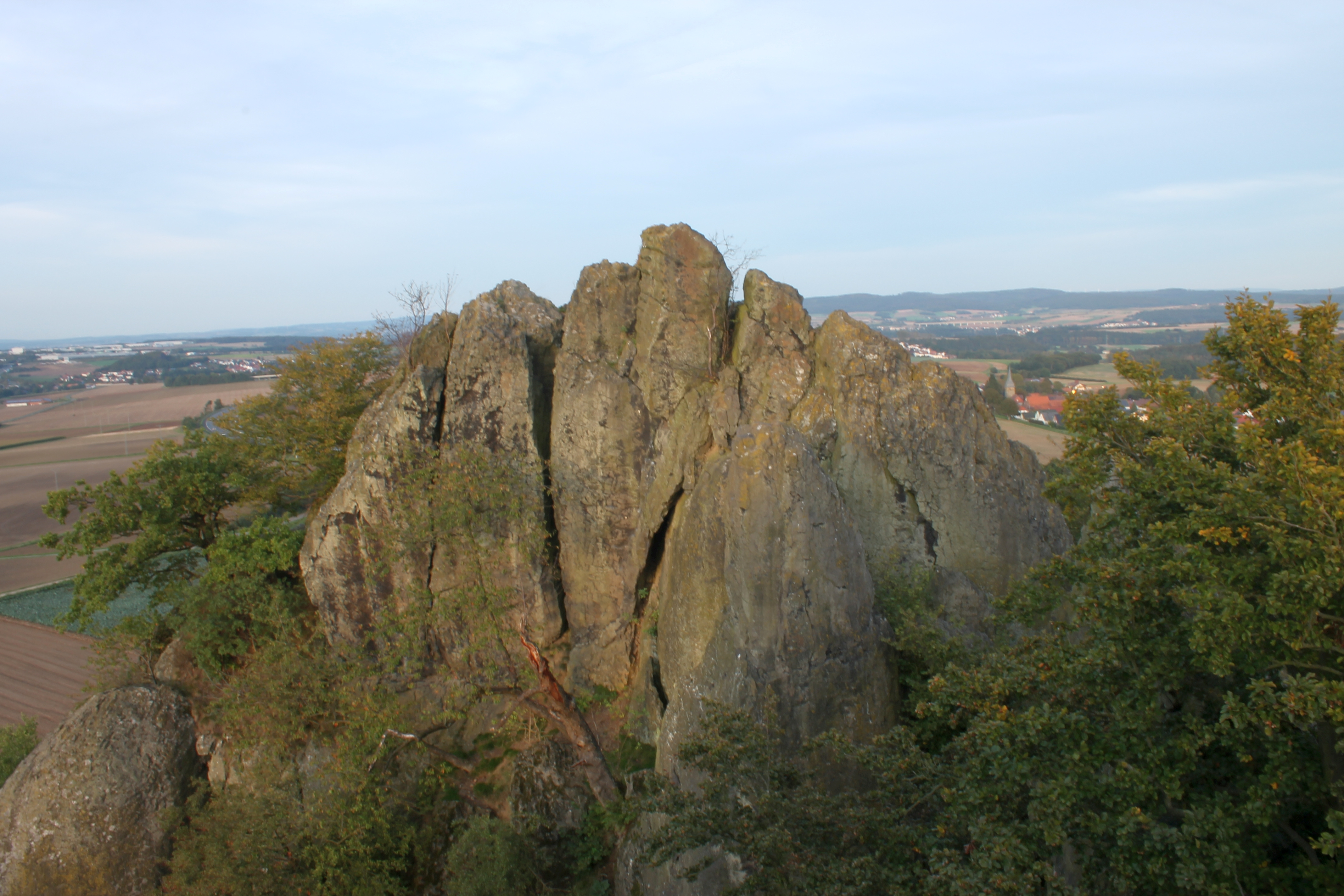
Der Gipfel des Scharfensteins

Der Scharfenstein ragt etwa 50 m aus der umliegenden Ebene empor. Der zerklüftete Basaltkegel mit seinen mächtigen Felstrümmern ist ein flächenhaftes Naturdenkmal mit bedeutsamer Pflanzenwelt am Kegelfuß. Gewaltige Steinbrocken sind im Lauf der Zeit abgebrochen und heruntergestürzt, die in gesprengter Form Verwendung im Straßenbau fanden. Auffällig ist die besonders harte Beschaffenheit der Basalte. Die Härte und hohe Dichte des Gesteins sind verantwortlich für die auffällige Vegetationslosigkeit und die Zerklüftung. Messerscharf sind die Kanten der frisch zerschlagenen Basaltbruchstücke, weshalb der Scharfenstein seinen Namen trägt.
Die unmittelbare Umgebung der Felsen ist arm an Basaltschottermassen im Lehm, die gewöhnlich die Basaltkuppen als Verwitterungsprodukt umgeben. Während sich an der Südseite diluvialer Lößlehm findet, zeigt die Nordseite ein tertiäres Gebiet, das zur Gruppe der Limburgiten gehört.
Ursprünglich war der Basaltkegel etwa um die Hälfte höher. Gefrierendes Wasser übte im Winter eine Sprengwirkung auf die Kapillare im Stein aus, und am 21. und 22. März 1865 brach der Kegel auseinander.

## Literarische Behandlung

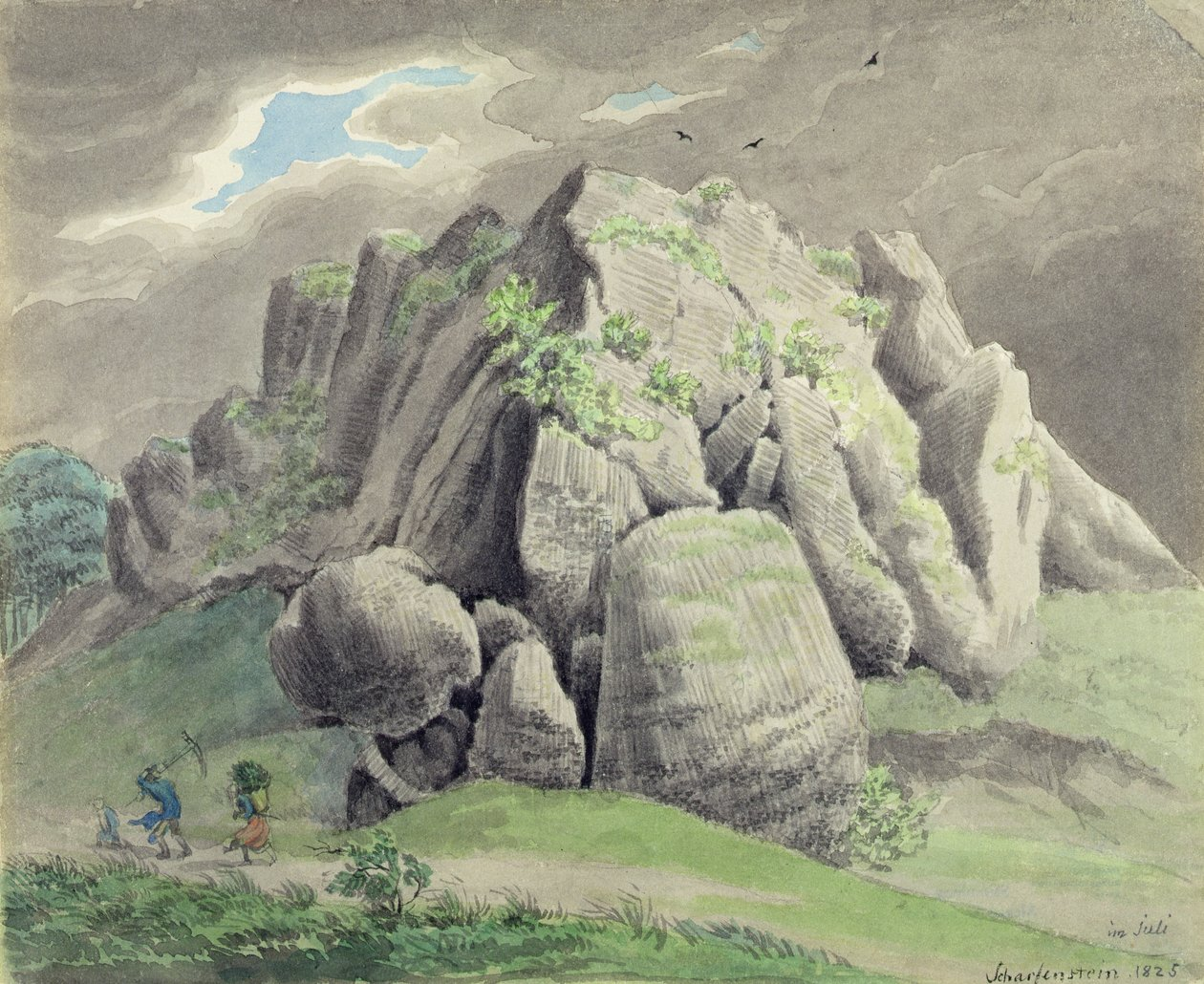
Ludwig Emil Grimms Wasserfarbenbild des Scharfensteins

Der Scharfenstein ist durch das romantische Gedicht „Der Scharfenstein“ von Franz von Dingelstedt in die Literatur eingegangen. Wilhelm Ide erwähnt den Scharfenstein in seiner Erzählung Das Rote Haus:

„An den Felstürmchen des Scharfenstein, als sie reich beschenkt mit Schützen der Wanderfreunde vornüberzogen, hat ihnen die weiße Jungfrau ihr Mahnwort nachgerufen: „Vergiß das Beste nicht!““

Ludwig Emil Grimm fertigte 1835 eine Zeichnung des Basaltkegels an, die sich heute im Gebrüder Grimm Museum in Kassel befindet.

## Sage
Der Sage nach soll eine Jungfrau einen im Inneren des Scharfensteins verborgenen Schatz behüten. Sie tritt alle sieben Jahre hervor und niest siebenmal; wer ihr siebenmal „Gott helf!“ zuruft, gewinnt den Schatz und die Jungfrau. Einst hörte sie ein Fuhrmann niesen und erwiderte ihr sechsmal „Gott helf!“ Als er aber beim siebten Mal ungeduldig stattdessen einen Fluch ausrief, verschwand die Jungfrau für immer.